# Villalonga (Misiones)
Villalonga o Villa Longa es una localidad argentina ubicada dentro del municipio de Garupá, en el departamento Capital de la provincia de Misiones. Parte del área también se encuentra dentro del municipio de Posadas. Desde el censo de 2001 la localidad es denominada Expansión de Posadas por el INDEC.

## Demografía
El componente Villalonga del Gran Posadas contaba con 30 846 habitantes (Indec, 2001), lo que representa casi un 50% de incremento frente a los 20 966 habitantes (Indec, 1991) del censo anterior. El censo de 1980 había registrado 3.475 habitantes. 
La localidad se trataba de un conglomerado de villas y caseríos a lo largo de la ruta nacional 12 dentro del municipio de Garupá, pero que no estaban conectados ediliciamente con esta. Hasta 1991 era la única localidad que conformaba el Gran Posadas además de su ciudad principal. La designación de la zona como Villalonga fue perdiendo fuerza con el tiempo, pasando a utilizarse en su lugar el nombre del barrio específico al que se hace referencia, o en forma genérica, como Garupá. La población del sector es la que tuvo el aumento más explosivo, fundamentalmente por la creación de barrios donde se reasignó a los desalojados por el embalse de Yacyretá.

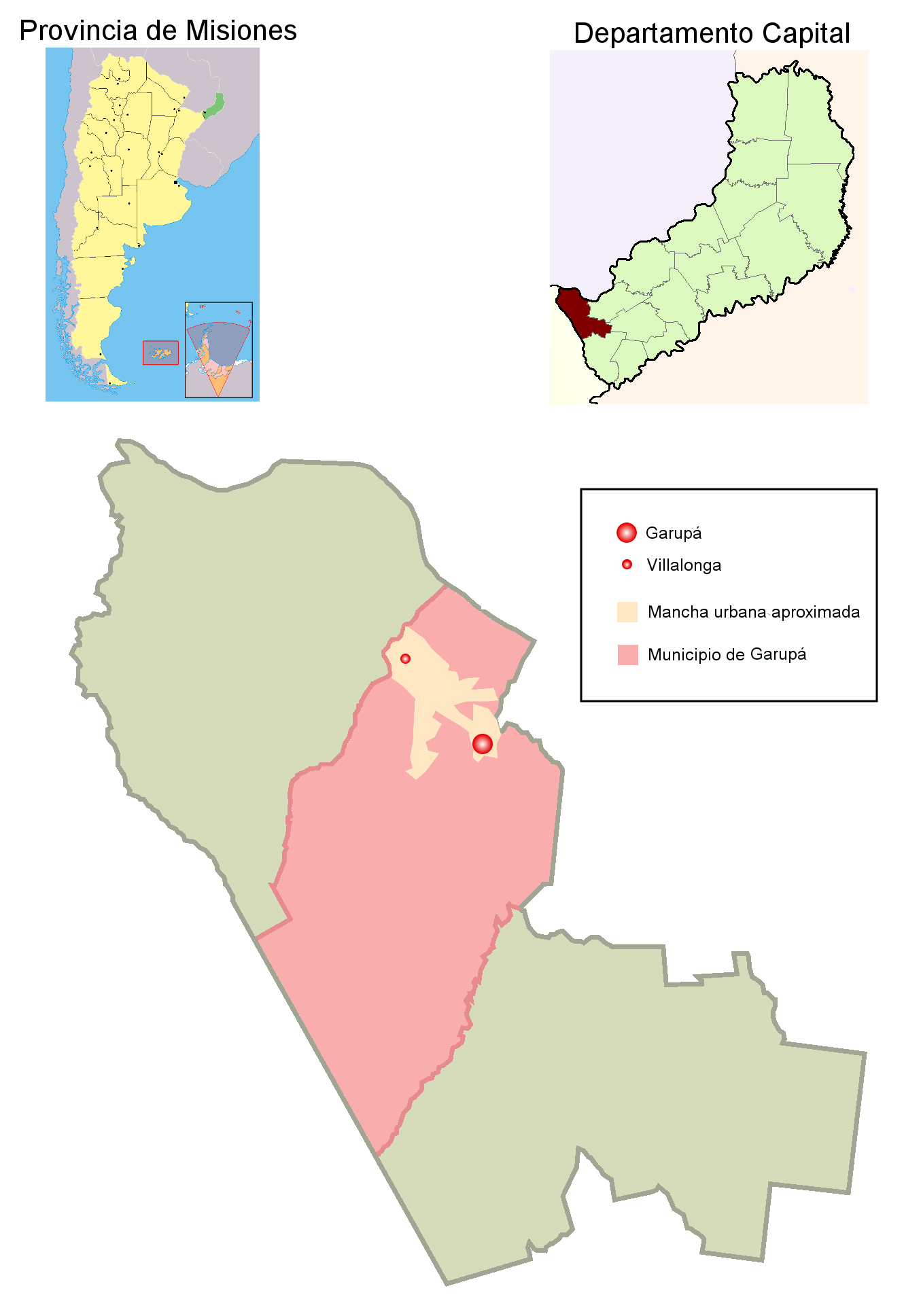
Municipio de Garupá con Villalonga.
Mapa del Gran Posadas.

## Barrios de Posadas y Garupá

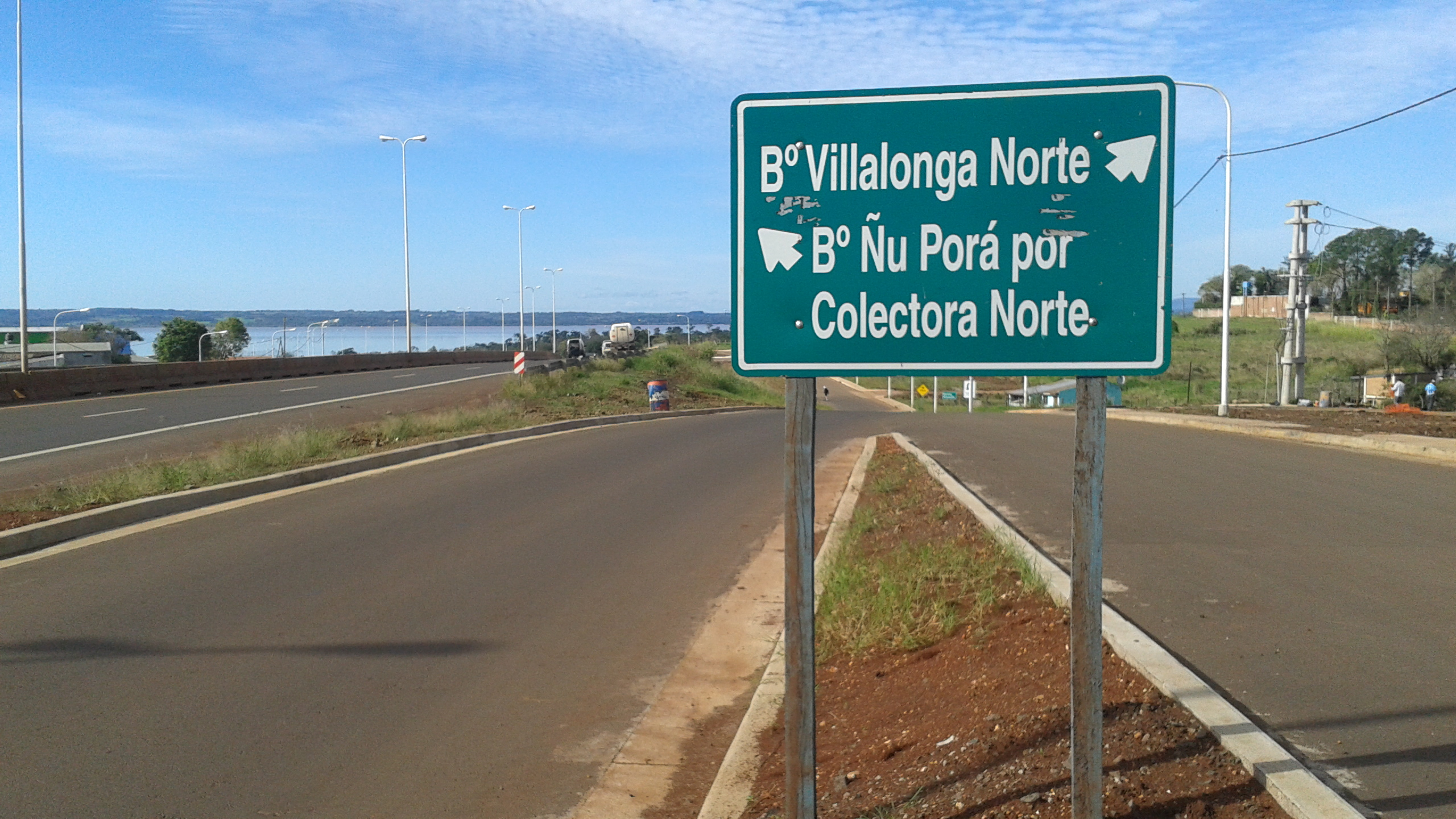
Cartel de ingreso al barrio Villalonga Norte.

Según la ordenanza número 621/2001 del Concejo Deliberante de la ciudad de Posadas, el barrio Villalonga abarca la Sección Catastral Nº 11 de dicho municipio. En Garupá encuentran los barrios de Villalonga, Villalonga Norte y Villalonga Sur.

## Características
En el sector del municipio de Posadas se encuentra una comisiaría de la Policía de Misiones. Dos escuelas se encuentran el sector perteneciente a Garupá. En mayo de 2008, se inauguró el Bachillerato Polivalente con Orientación Laboral Nº 35 Aparicio P. Almeida en el barrio Villalonga Norte de Garupá.
Aquí nace la Ruta Nacional 105. También se destaca el paso de la Ruta Nacional 12.

## Historia
El área que hoy en día ocupa la zona urbana a fines del siglo XVIII abarcaba campos y estancias. Una de ellas era «Campo Villalonga», situada en el paraje Rincón de San Antonio. El campo llegaba hasta el arroyo Zaimán y pertenecía a una firma de la provincia de Corrientes. En la década de 1880 el inmigrante uruguayo Aurelio Villalonga adquirió el campo, que adquirió como nombre su apellido.
Hacia 1900 Villaonga vendió el campo al ingeniero Francisco Fouilland, de nacionalidad francesa, que en ese entonces se desempeñaba como agrimensor del gobierno del Territorio Nacional de Misiones y secretario interino de la gobernación territorial. En total adquirió 1904 hectáreas con límites en el campo de Leopoldo Víctor Lanús, el río Paraná, el camino a Candelaria, el arroyo Garupá y el camino a Posadas. Allí se dedicó principalmente a la ganadería vacuna y equina, como así también a los lanares en menor medida.
En esos mismos años Leopoldo Víctor Lanús había adquirido parte de las tierras. Dicho sitio ocupa en la actualidad el barrio Villa Lanús. Años más tarde, las tierras de Fouilliand fueron loteadas y vendidas por su hijo Augusto.
El censo de 1920 registró 270 habitantes en Villalonga. En los censos de 1895, 1912 y 1914 se registró que no existía población rural en el área.
Parte de la costa de Villalonga desapareció a raíz del embalse de la Represa de Yacyretá.

## Iglesia católica en Villalonga
En Villalonga se encuentra la Parroquia Nuestra Señora de Luján que data de 1980. Inicialmente perteneció a la Parroquia de Nuestra Señora de Fátima que se localizaba entre arroyo Zaimán y Garupá, abarcando tierras de los municipios de Posadas y Garupá. El 29 de enero del 2008 se creó la jurisdicción parroquial Nuestra Señora de Luján, abarcando las capillas Virgen Gaucha, San Lorenzo, Nuestra Señor de la Esperanza, Santa Cruz, Nuestra Señora del Rosario, San José de Schantung, María Auxiliadora, San Héctor, Santa Clara, Verbo Divino, San Jerónimo y San Alonso Rodríguez asumiendo como primer párroco el R.P. José del Bosque SVD. 
El 30 de noviembre de 2019 el Pbro. Sebastián Báez asumió como párroco, pasando así la administración de la parroquia al clero diocesano.
```
[
15
]
```

| Diócesis   | Posadas                  |
| ---------- | ------------------------ |
| Parroquias | Nuestra Señora de Fátima |